# Barjansky (Cello)
Barjansky ist der Name eines Cellos, das von dem italienischen Geigenbauer Antonio Stradivari in Cremona gebaut wurde. Seinen Namen hat das Instrument nach dem russischen Virtuosen Alexandre Barjansky (1883–1946). Seit 1983 befindet es sich im Besitz von Julian Lloyd Webber.

## Bauzeit
Das Baujahr ist bei diesem Cello unklar und Gegenstand anhaltender Diskussionen. Laut originalem Zettel wurde es 1684 gebaut. Im Jahr 1871 notierte ein Geigenbauer in Paris „1709“ als Baujahr. In mehreren Veröffentlichungen wurde sogar 1736 als Baujahr angegeben, was heute als Irrtum gilt.
Jost Thöne gibt „ca. 1690“ als Bauzeit an. Unter anderem aufgrund einer Analyse der Maße kommt der Experte Florian Leonard, der das Cello gut kennt, im Wesentlichen zu demselben Ergebnis. Das Instrument liege jedenfalls zeitlich zwischen Stradivaris frühem Amati-Stil und jener Phase kurz nach 1700, als Stradivari zu seinem eigenen Cello-Modell gefunden hatte.

## Provenienz
Die Provenienz ist ab den 1850er Jahren belegt. Erster bekannter Besitzer war demnach der Geigenbauer Jean-Baptiste Vuillaume in Paris. Die nächsten waren ein Marquis de Pluvié, der von der Sammler-Familie Hill als leidenschaftlicher Amateur-Cellist charakterisiert wurde, dann der Musikwissenschaftler Jules Gallay und ab 1871 ein französischer Graf, der Comte de Poilloüe de Saint Périer de Kergorlay. Im Jahr 1909 gelangte das Cello nach Stationen bei Händlern in Genf und Paris zu dem Händler George Hart in London, der es begutachtete und zertifizierte. Noch im selben Jahr erwarb der spätere Namensgeber Alexandre Barjansky das Instrument von Hart.
Alexandre Barjansky besaß das Cello von 1909 bis 1922. Nach dem Ausbruch des Ersten Weltkriegs floh er mit seiner Frau und dem Cello in einem Zug aus Paris, wo sich die anderen Flüchtlinge in dem überfüllten Zugabteil beschwerten, dass Barjansky das Cello nicht im Gepäckwagen transportieren lassen wollte. Ernest Bloch widmete dem Ehepaar Barjansky sein 1916 entstandenes Werk Schelomo für Violoncello und Orchester. Barjansky spielte auf dem Instrument bei der Uraufführung des Cellokonzerts von Frederick Delius am 30. Januar 1921 in Frankfurt den Solopart.
Der nächste Besitzer war ab 1922 Henri Quersin in Brüssel. Ab 1963 gehörte das Instrument R. van de Kerchove (Bonnebosq, Calvados, Normandie). Das Barjansky ruhte nun zwanzig Jahre lang in einem Banktresor.
1983 erwarb der britische Cellist Julian Lloyd Webber das Instrument bei einer Auktion von Sotheby’s für einen damaligen Rekordpreis; der Betrag wurde nicht bekannt gegeben. Lloyd Webber musizierte mehr als 30 Jahre lang auf dem Barjansky-Cello und spielte mit dem Instrument über 30 preisgekrönte Aufnahmen ein. Im Jahr 2014 sah sich der Cellist gezwungen, seine aktive Karriere im Alter von 63 Jahren zu beenden, nachdem ein Bandscheibenvorfall seinen rechten Arm geschwächt hatte. Im Januar 2015 wurde bekannt, dass er das Instrument zum Verkauf anbot. Lloyd Webber sagte, ein solches Instrument müsse gespielt werden und dürfe keinesfalls in einem Museum enden.